# Platygaster sophianae
Platygaster sophianae är en stekelart som beskrevs av Szabó 1976. Platygaster sophianae ingår i släktet Platygaster och familjen gallmyggesteklar. Inga underarter finns listade i Catalogue of Life.